# Lekneno
 Lekneno  falu Horvátországban Zágráb megyében. Közigazgatásilag Nagygoricához tartozik.

## Fekvése
Zágráb központjától 14 km-re délkeletre, községközpontjától 7 km-re északnyugatra, a Túrmező síkságán fekszik.

## Története
1225-ben IV. Béla még szlavón hercegként a zágrábi várhoz tartozó egyes jobbágyokat nemesi rangra emelt, akik mentesültek a várispánok joghatósága alól és a zágrábi mező (Campi Zagrabiensis) nemeseinek közössége, azaz saját maguk által választott saját joghatóság (comes terrestris) alá kerültek. Az így megalakított Túrmezei Nemesi Kerülethez tartozott a település is, a Polje (Campus) járás része volt.
A túrmezei kerület megszüntetése után a falut is a Zágráb vármegyéhez csatolták. 1857-ben 156, 1910-ben 234 lakosa volt. Trianon előtt Zágráb vármegye Nagygoricai járásához tartozott. 2001-ben a falunak 373 lakosa volt.

## Lakosság
| Lakosság változása | Lakosság változása | Lakosság változása | Lakosság változása | Lakosság változása | Lakosság változása | Lakosság változása | Lakosság változása | Lakosság változása | Lakosság változása | Lakosság változása | Lakosság változása | Lakosság változása | Lakosság változása | Lakosság változása |
| ------------------ | ------------------ | ------------------ | ------------------ | ------------------ | ------------------ | ------------------ | ------------------ | ------------------ | ------------------ | ------------------ | ------------------ | ------------------ | ------------------ | ------------------ |
| 1857               | 1869               | 1880               | 1890               | 1900               | 1910               | 1921               | 1931               | 1948               | 1953               | 1961               | 1971               | 1981               | 1991               | 2001               |
| 156                | 165                | 167                | 172                | 199                | 234                | 189                | 217                | 236                | 229                | 224                | 201                | 213                | 197                | 373                |